# Gouvernement révolutionnaire des Visayas
Le Gouvernement révolutionnaire des Visayas ou Conseil d'État des Visayas fut instauré à Santa Barbara (Iloilo, Philippines) le 17 novembre 1898 durant la révolution philippine à l'initiative de Martin Delgado. Il visait à mettre en place un gouvernement fédéral aux Visayas, l'une des trois grandes régions de l'archipel des Philippines, sous l'autorité du gouvernement central de Luzon commandé par le chef de la révolution, Emilio Aguinaldo. Présidé par Roque Lopez puis Raymond Melliza, le gouvernement révolutionnaire  disparait durant la guerre américano-philippine (1899-1901).

## Sources
- (en) Demy P. Sonza, « The Revolutionary Governement of the Visayas », dans Philippine revolution: the making of a nation, National Centennial Commission, 1999 (ISBN 9789719201878), p. 185-193.
- (en) Evelyn Tan Cullamar, Babaylanism in Negros, 1896-1907, New Day Publishers, 1986, 119 p. (ISBN 978-971-10-0293-0), p. 33-34.
- (en) Onofre D. Corpuz, The Roots of the Filipino Nation, Aklahi Foundation, 1989 (ISBN 971-91178-1-8), p. 288-293.
- (en) Renato Constantino et Letizia R. Constantino, A History of the Philippines, NYU Press, 1975, 459 p. (ISBN 978-0-85345-394-9, lire en ligne), p. 212.
- « Today in Philippine history, November 17, 1898, a provisional revolutionary government of the District of Visayas was inaugurated », kahimyang.com, 23 octobre 2015